# Nationalmuseum
Le National museum est un musée situé à Stockholm en Suède, sur la presqu'île de Blasieholmen. Il a été fondé en 1792, et est consacré à l'art, du XVIe siècle au XXe siècle, avec une section consacrée au design contemporain.

## Localisation
Ce musée est situé au bord de l'eau, du Strömmen, en centre-ville, en face de Gamla stan, dans le sud du quartier Norrmalm.

## Historique
Il a été fondé en 1792 sous le nom de musée royal (Konglig Museum), mais le bâtiment actuel conçu par l'architecte allemand  Friedrich August Stüler, de style Renaissance, a ouvert ses portes en 1866. C'est à cette occasion que le musée a pris son nouveau nom.

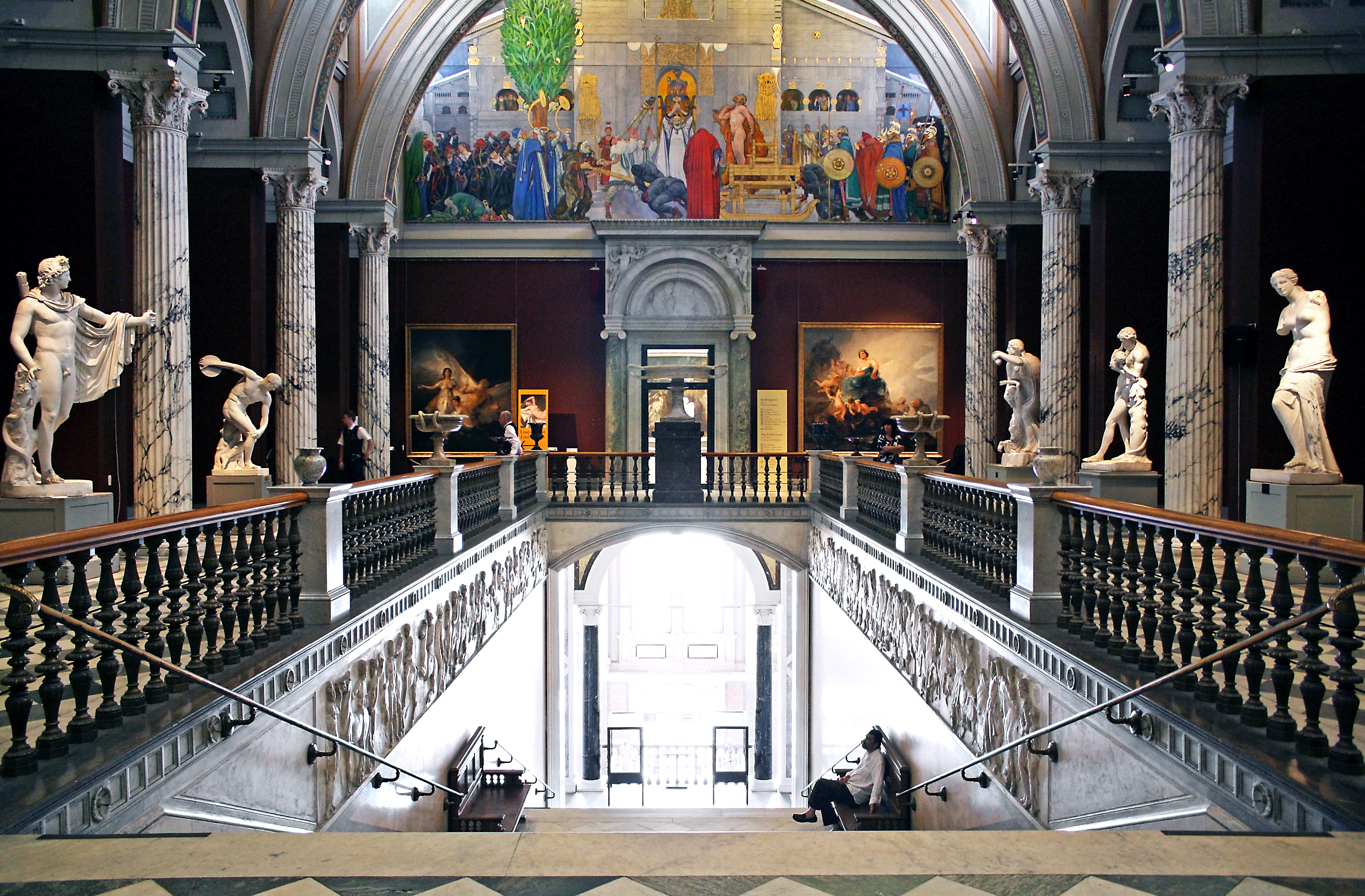
Vue de l'intérieur du musée.

Dans les années 2010, il a été fermé durant cinq ans pour une rénovation et une remise aux normes. Il a rouvert le 13 octobre 2018. Les 300 fenêtres, occultées au début des années 1930 pour privilégier l'éclairage artificiel, ont été désobstruées, réintroduisant une lumière naturelle dans les salles.

## Collections
Il contient grâce à ses donateurs, tels que le roi Gustave III de Suède et le comte Carl Gustaf Tessin, une impressionnante collection d'œuvres d'art. Il abrite près d'un demi-million de dessins datant de 1500 à 1900, une collection d'objets en porcelaine, des peintures, des sculptures, ainsi que des œuvres d'art moderne et une section consacrée au design contemporain.

## Sélection d'artistes représentés dans les collections de peintures et d'estampes
- Giuseppe Arcimboldo : Panier de fruits, Le Cuisinier, Le Juriste
- Julia Beck
- Marie-Louise-Adélaïde Boizot : Portrait de Marie-Antoinette, 1775
- François Boucher : Le Triomphe de Vénus
- Fanny Brate : Jour de fête
- Bronzino : Isabelle de Médicis
- Laurent Cars
- Paul Cézanne
- Jean Siméon Chardin : La Blanchisseuse
- Jean-Baptiste Camille Corot
- Gustave Courbet : Jo, la belle irlandaise (une des 4 versions)
- Lucas Cranach l'Ancien : Le Paiement; Lucrèce
- Edgar Degas
- Eugène Delacroix : La Chasse aux lions
- Jan Fyt
- Thomas Gainsborough : Maria, Lady Eardley
- Paul Gauguin
- Théodore Géricault : Têtes de suppliciés
- Francisco de Goya : La Verdad, el Tiempo y la Historia
- Le Greco
- Francesco Guardi
- Frans Hals
- Vilhelm Hammershøi
- Jacob Jordaens
- Carl Larsson : Midvinterblot
- Judith Leyster
- Jan Lievens : L'Apôtre Paul
- Georges de La Tour : Saint Jérôme pénitent
- Le Lorrain : Paysage avec Rebecca prenant congé de son père
- Eva Löwstädt-Åström
- Édouard Manet : Jeune Garçon pelant une poire ; La Parisienne
- Jan Matsys : Vénus de Cythère
- Joos de Momper : Paysage avec la chute d'Icare
- Claude Monet
- Jean-Marc Nattier
- Jean-Baptiste Oudry
- Le Pérugin : Saint Sébastien
- Camille Pissarro
- Nicolas Poussin : Bacchus-Apollon
- Rembrandt : La Conspiration de Claudius Civilis ; La Fille de cuisine
- Auguste Renoir : Le cabaret de la Mère Antony ; La Grenouillère
- Joshua Reynolds
- Hyacinthe Rigaud
- Alexandre Roslin : La Dame au voile, L'Artiste, sa femme Marie-Suzanne Giroust et le peintre Henrik Wilhelm Peill
- Pierre Paul Rubens
- Alfred Sisley
- Guillaume de Spinny
- Louis Surugue
- Giambattista Tiepolo
- Giandomenico Tiepolo
- Henri de Toulouse-Lautrec : La Danseuse de corde
- Anne Vallayer-Coster : Portrait d'une violoniste
- Antoine van Dyck
- Vincent van Gogh
- Paul Véronèse : Vénus pleurant Adonis
- Antoine Watteau : La Leçon d'amour
- Anders Zorn
- Francisco de Zurbarán

## Galerie

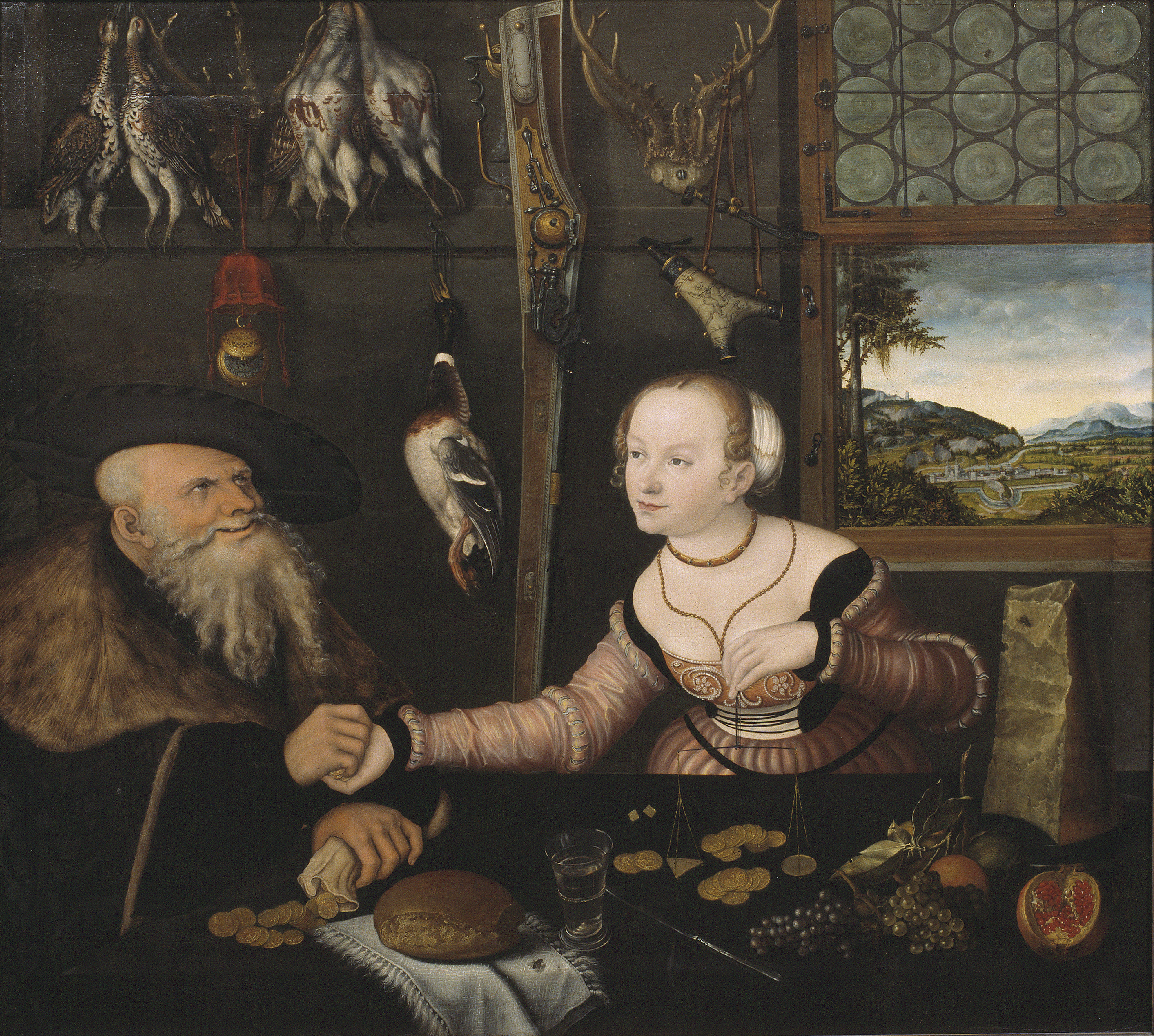
Le paiement, par Lucas Cranach l'Ancien.
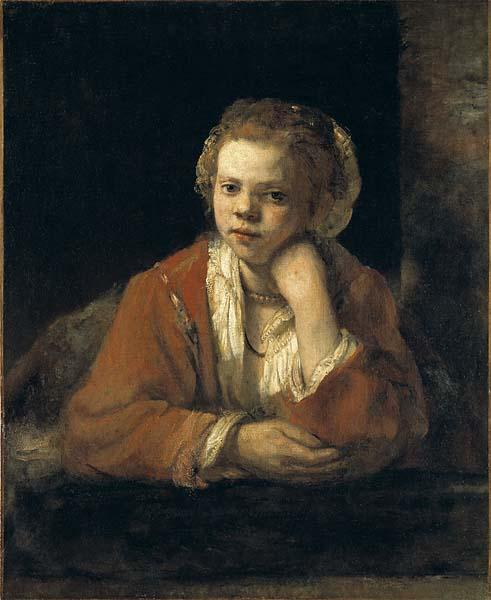
La Fille de cuisine, par Rembrandt.
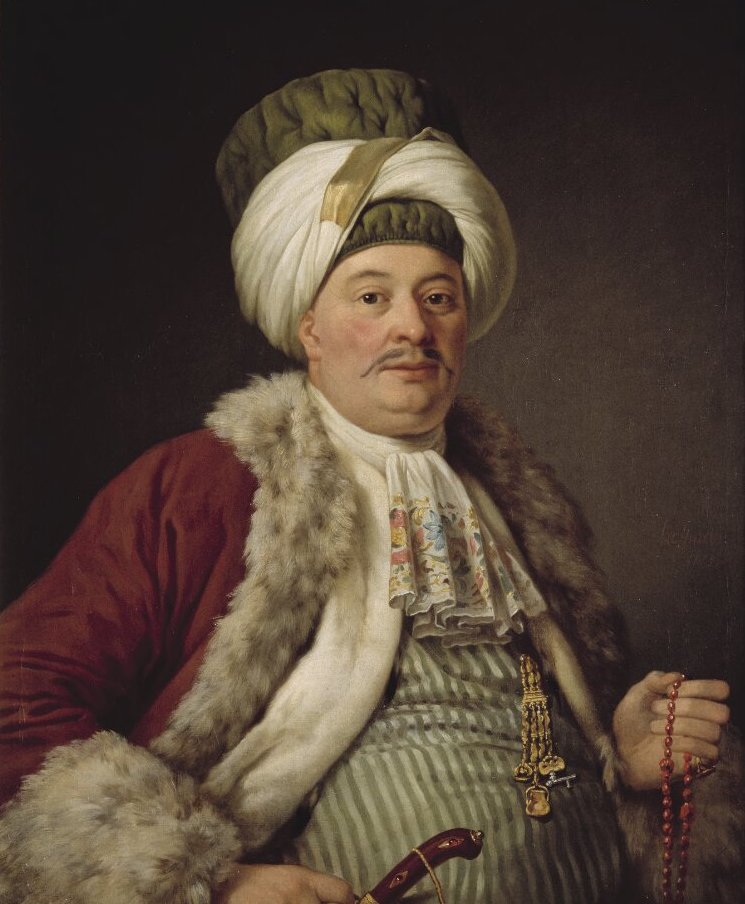
Jonas Hoffman, Portrait de Cornelius Asmund Palm, consul général de Suède pour l'Empire ottoman, 1773.
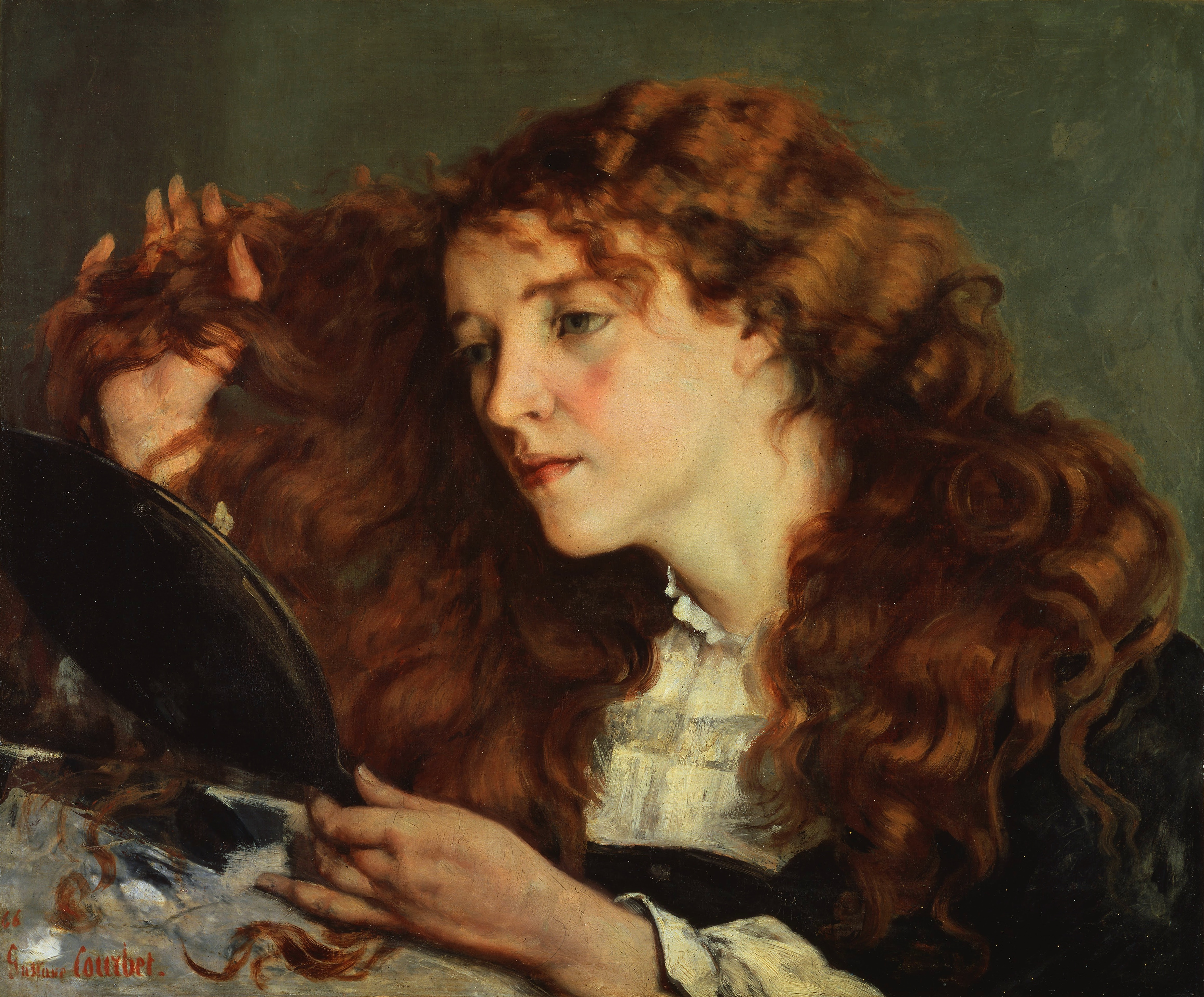
Jo, la belle Irlandaise, par Gustave Courbet.
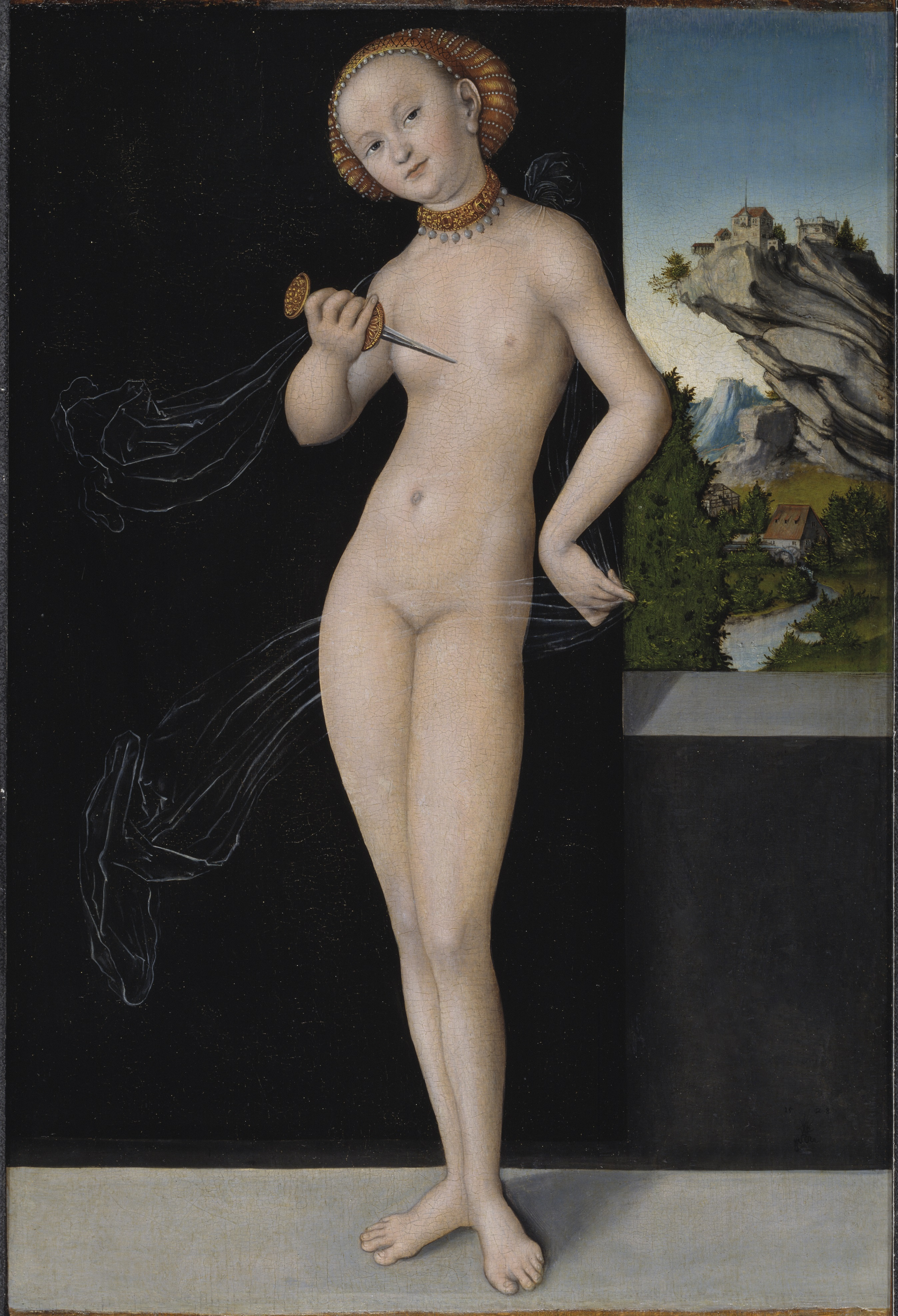
Lucrèce, par Lucas Cranach l'Ancien.
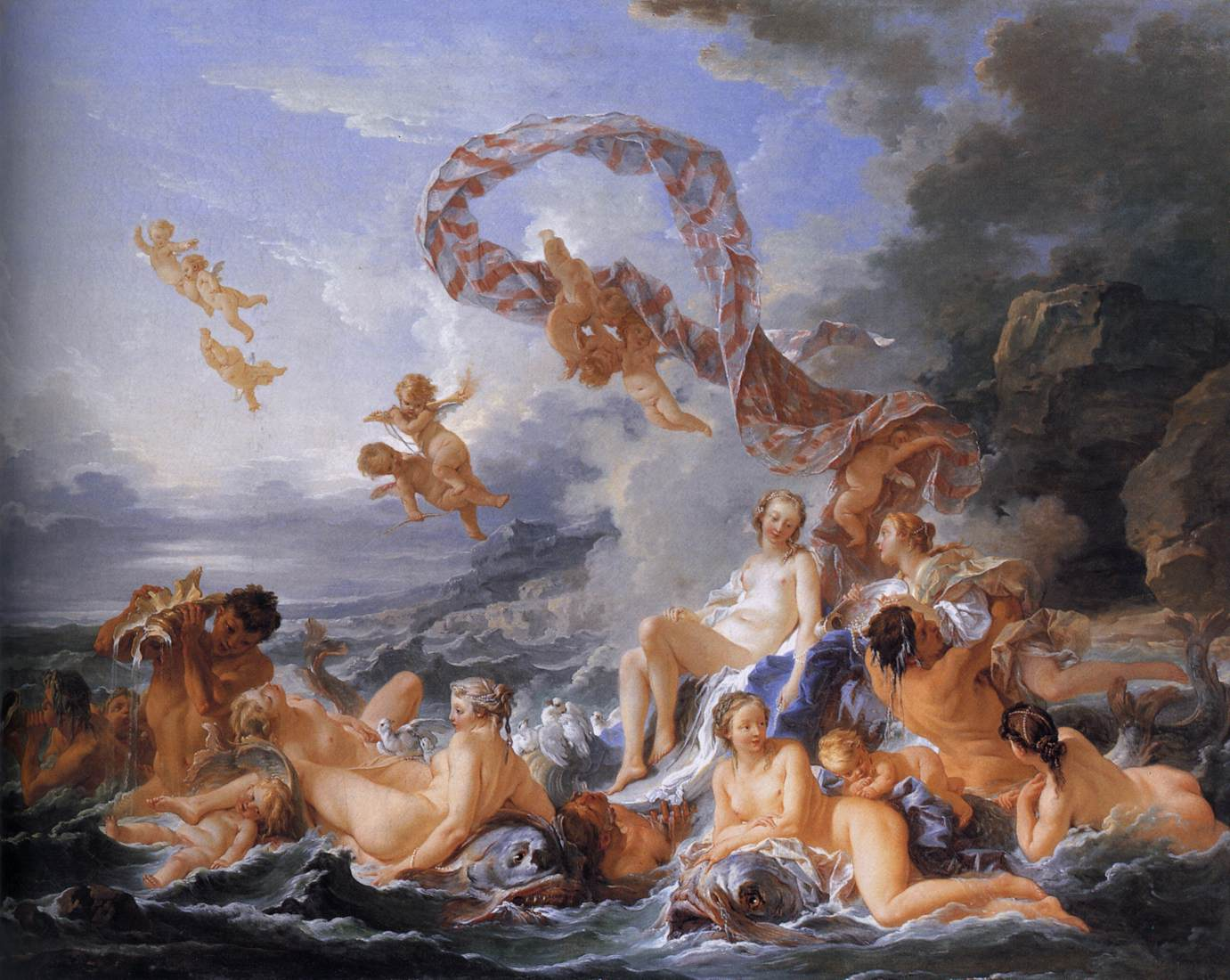
Le Triomphe de Vénus, par François Boucher.
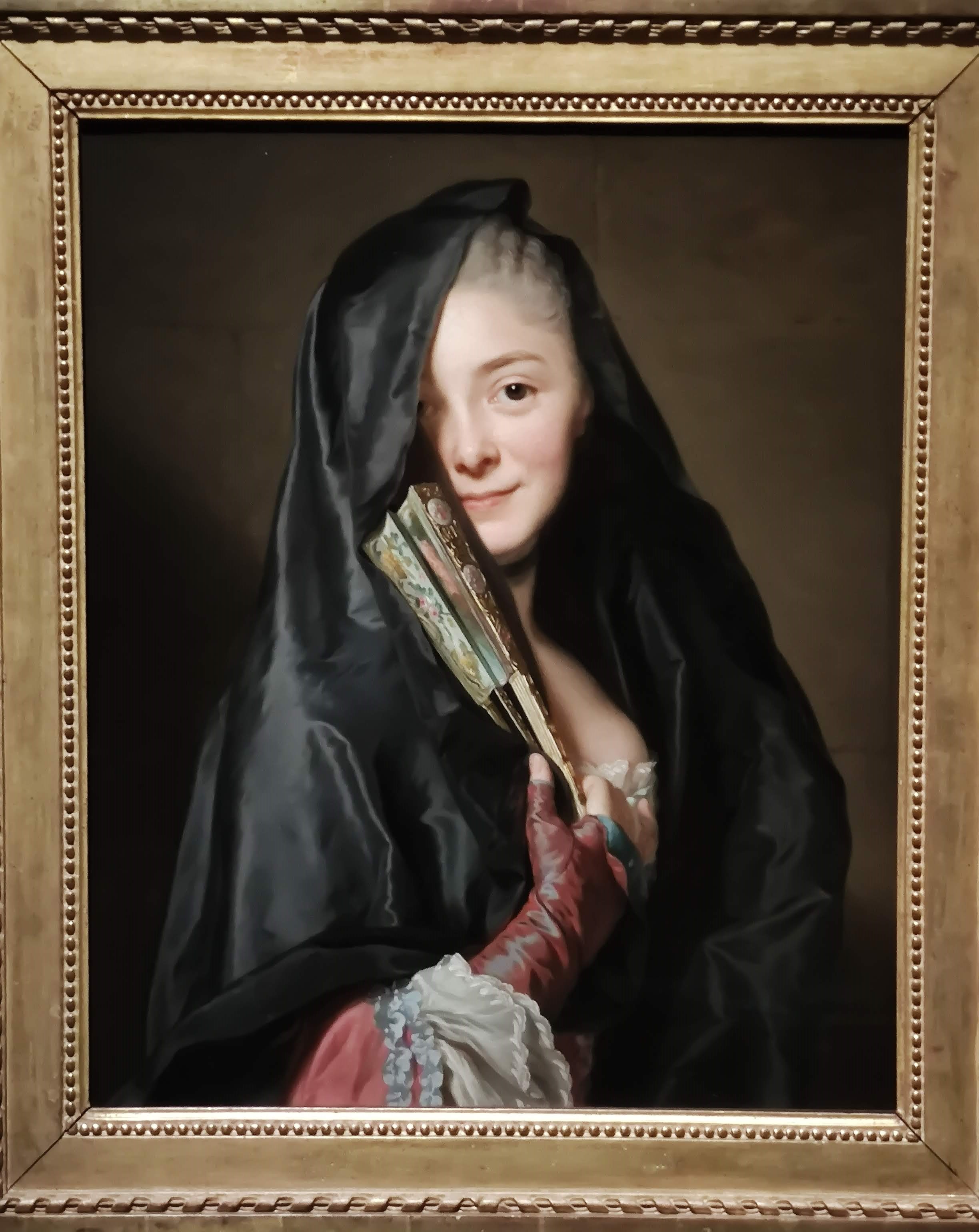
La Dame au voile, par Alexander Roslin.
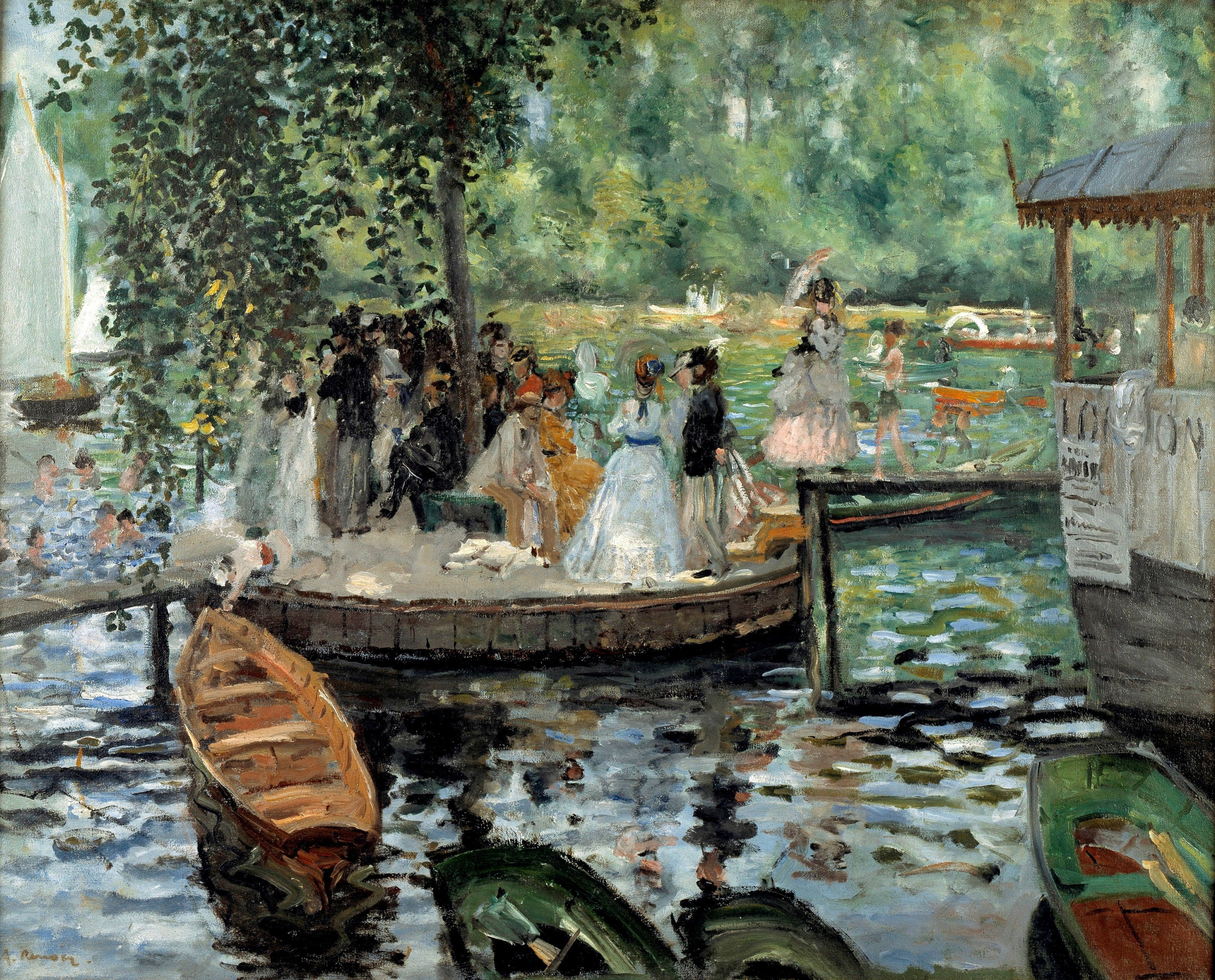
La Grenouillère, par Auguste Renoir.
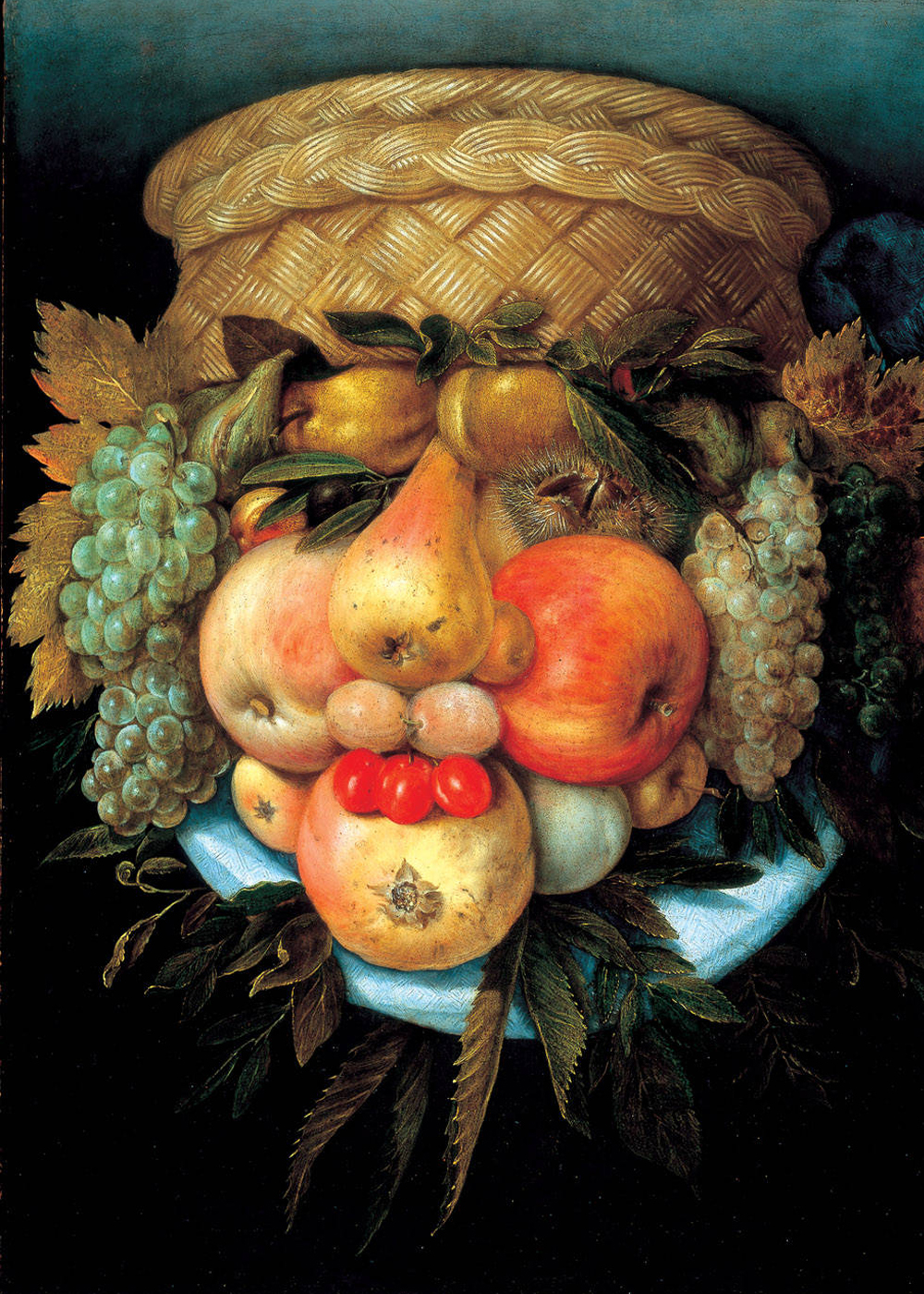
Panier de fruits, par Giuseppe Arcimboldo.
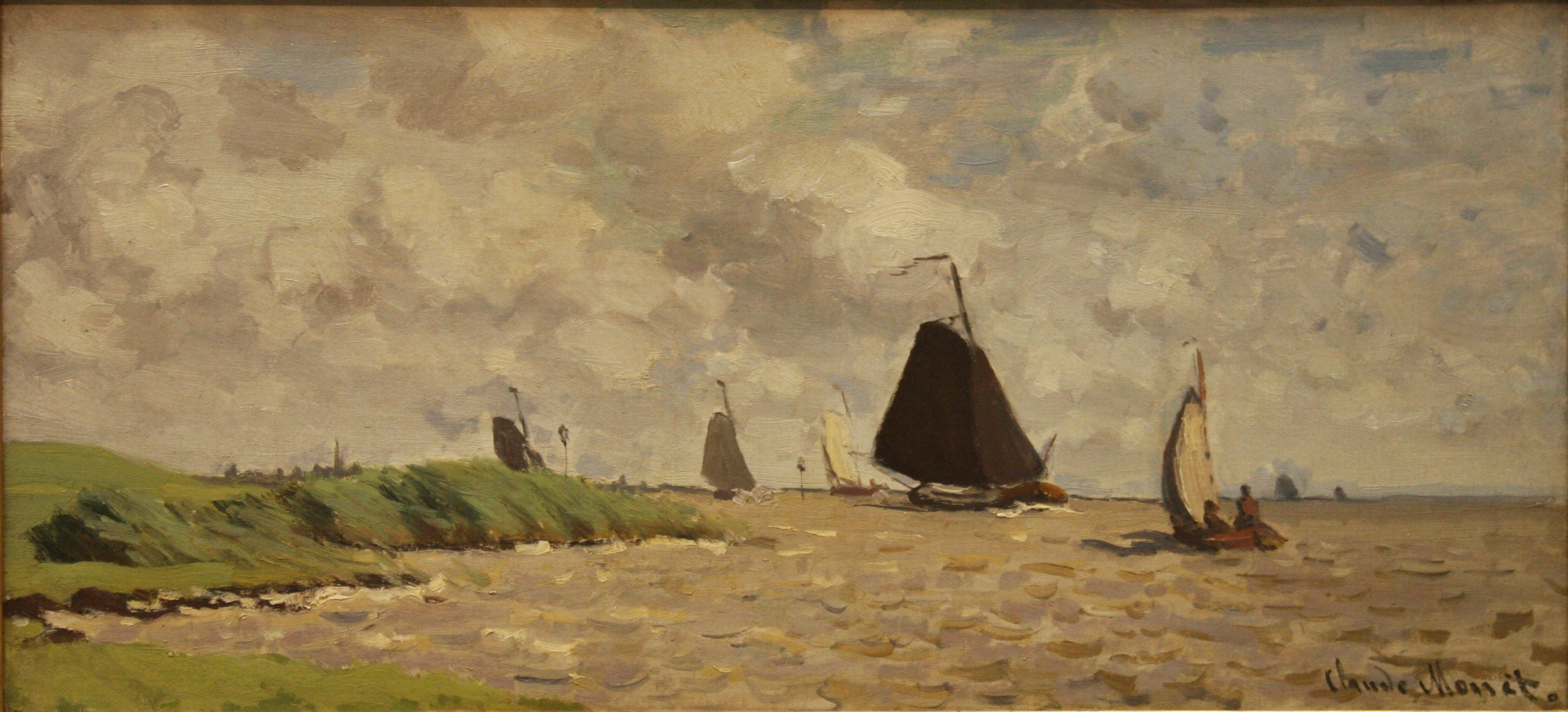
Vue de la Voorzaan de Claude Monet

## Sélection d'artistes représentés dans les collections de dessins
- Claude Ballin (orfèvre français) [3]
- Claude Ballin (le Jeune) (orfèvre français, neveu du précédent)